# Îlet Ramiers
L'Îlet Ramiers ou îlet à Ramiers est une petite île inhabitée située dans la mer des Caraïbes. Elle appartient administrativement aux Trois-Îlets.

## Géographie
Situé à l'entrée de Fort-de-France, l'îlet  est un petit volcan de type strombolien datant de quelques centaines de milliers d'années. Il est formé de coulées de lave massive et de retombées de scories. Ses flancs tombent à pic de trois côtés. Seule une petite anse sablonneuse se développe à son extrémité méridionale. Il  a une superficie de 3 hectares et s'élève à 43 m au-dessus du niveau de la mer. Un fortin occupe sa partie sommitale.
Son nom fait référence au pigeon ramier. Autrefois propriété militaire, Il appartient au Conservatoire du Littoral depuis 2010. Il reste fermé au public en raison de sa dangerosité.
Il est de nos jours possible de découvrir l'îlet, dans le cadre de reconstitutions organisées par l'association qui en a la charge, Karisko, association de valorisation et réappropriation du patrimoine culturel martiniquais.

## Histoire
Ancienne propriété de la Marine nationale française, l'îlet porte les vestiges d'un fortin construit  entre 1740 et 1746 qui est inscrit à l'inventaire supplémentaire des monuments historiques. 
En 1708, l'îlet sert de lieu de quarantaine lors de l'épidémie de fièvre jaune.

### Fortin
Le fortin faisait partie du système défensif de la baie, en association avec quatre autres places fortes principales : le fort  Saint-Louis situé à Fort-de-France, le fort Desaix, le fort Tartenson et le fort d’Alet.
La fortification de l’îlet Ramiers s’inscrit dans cette histoire militaire martiniquaise. À l'origine simple batterie jusqu'en 1728, un projet de création d’une fortification est élaboré à partir de 1746 mais ne sera que partiellement réalisé. En effet, l’équipement du fort devient rapidement dépassé par l’évolution très rapide de l’artillerie. Toutefois, contrairement à d'autres édifices militaires qui seront abandonnés au cours de la décennie 1870, le fort de l’îlet à Ramiers conserva son importance stratégique et sera opérationnel lors de la seconde guerre mondiale.
C’est une enceinte fortifiée qui comprend en son centre plusieurs bâtiments : une caserne constituée de casemates et sanitaires, des magasins à poudre, un atelier et 2 citernes. La caserne constitue le bâtiment central et principal du fort. Elle comporte deux ailes perpendiculaires et symétriques qui relient les batteries formées en arc de cercle. On accède au fort par un unique escalier très abrupt.

### Faune
La faune terrestre est composée essentiellement de lézards (anolis), crustacés (soldats), crabes (zagayacs,touloulous, krab tè) et insectes (pou-bois).
Chez les oiseaux, des pipiris et des grives des savanes ont été observées sur ce site et on peut noter la présence d’autres espèces protégées telles que les colibris huppés et sucriers.
Une colonie d'iguanes des Caraïbes y a été introduite. Elle bénéficie pour cela d'un arrêté de protection de biotope pour la conservation de l'iguane des Petites Antilles.

### Flore
La physionomie arborée est le trait principal de la composante paysagère de cet îlet. Sur la façade est, poussent des mapous, des poiriers, des côtelettes, des grand-cosmaya (crateva tapia), des savonnettes bois, des bois-vinette (erythroxylum brevipes) et des tamariniers bâtard.